# 北九州工業地帶

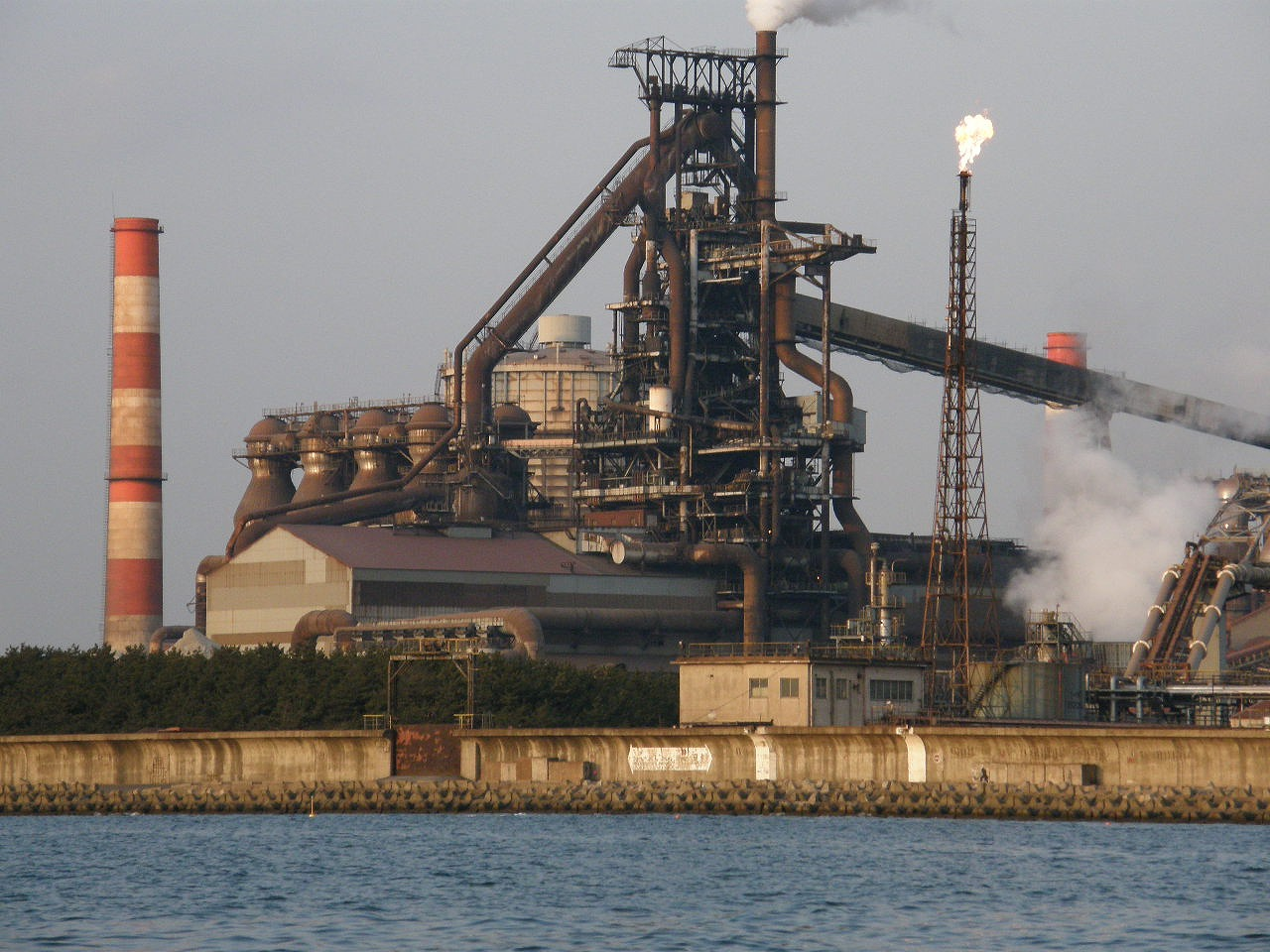
神戶製鋼公司

北九州工業地帶（日语：／ Kita kyūshū kōgyō chitai），是以日本福岡縣北九州市為中心的工業地域，為日本太平洋工業帶的最西端，也是日本四大工業地帶之一。主要產業有鋼鐵業、化工業和汽車製造業。2006年該地汽車產量達100萬台，相當于俄羅斯一年的汽車產量。